# Winfred Yavi
Winfred Mutile Yavi (31 dicembre 1999) è una siepista e mezzofondista keniota naturalizzata bahreinita.
Campionessa Olimpica dei 3000 m siepi a Parigi 2024

## Biografia
Nata in Kenya, Yavi disputa le prime competizioni all'età di 15 anni, la medesima in cui decide di trasferirsi in Bahrein e acquisirne la cittadinanza a metà del 2016. Dal 2017 rappresenta ufficialmente il paese del Golfo Persico, debuttando ai Mondiali di Londra, in cui è arrivata ottava.
In ambito continentale ha riscontrato subito successo vincendo una medaglia d'oro ai Giochi asiatici di Giacarta 2018 sia l'anno seguente ai Campionati asiatici di Doha.
Nel 2023 conquista il suo primo titolo iridato ai mondiali di Budapest, vincendo i 3000 siepi in 8'54"29. L'anno successivo vince la medaglia d'oro ai Giochi olimpici di Parigi con il crono di 8'52"76 (nuovo record olimpico).

## Record nazionali
Seniores
- 3000 metri siepi: 8'44"39 ( Roma, 30 agosto 2024)
- 3000 metri piani indoor: 8'39"64 ( Val-de-Reuil, 14 febbraio 2020)

## Palmarès
| Anno                          | Manifestazione           | Sede     | Evento       | Risultato | Prestazione | Note                                     |
| ----------------------------- | ------------------------ | -------- | ------------ | --------- | ----------- | ---------------------------------------- |
| In rappresentanza del Bahrein |                          |          |              |           |             |                                          |
| 2017                          | Mondiali                 | Londra   | 3000 m siepi | 8ª        | 9'22"67     |                                          |
| 2018                          | Mondiali U20             | Tampere  | 3000 m siepi | Bronzo    | 9'23"47     |                                          |
| 2018                          | Giochi asiatici          | Giacarta | 3000 m siepi | Oro       | 9'36"52     |                                          |
| 2019                          | Campionati arabi         | Il Cairo | 5000 m piani | Oro       | 17'15"08    |                                          |
| 2019                          | Campionati arabi         | Il Cairo | 3000 m siepi | Oro       | 10'07"62    |                                          |
| 2019                          | Campionati asiatici      | Doha     | 1500 m piani | Bronzo    | 4'16"18     | Miglior prestazione personale stagionale |
| 2019                          | Campionati asiatici      | Doha     | 5000 m piani | Oro       | 15'28"87    | Miglior prestazione personale            |
| 2019                          | Campionati asiatici      | Doha     | 3000 m siepi | Oro       | 9'46"18     | Miglior prestazione personale stagionale |
| 2019                          | Mondiali                 | Doha     | 3000 m siepi | 4ª        | 9'05"68     | Miglior prestazione personale            |
| 2019                          | Giochi mondiali militari | Wuhan    | 5000 m piani | Argento   | 15'15"93    |                                          |
| 2019                          | Giochi mondiali militari | Wuhan    | 3000 m siepi | Oro       | 9'19"24     |                                          |
| 2021                          | Giochi olimpici          | Tokyo    | 3000 m siepi | 10ª       | 9'19"74     |                                          |
| 2022                          | Mondiali                 | Eugene   | 3000 m siepi | 4ª        | 9'01"31     |                                          |
| 2023                          | Mondiali                 | Budapest | 3000 m siepi | Oro       | 8'54"29     | Miglior prestazione mondiale stagionale  |
| 2023                          | Giochi asiatici          | Hangzhou | 1500 m piani | Oro       | 4'11"65     |                                          |
| 2023                          | Giochi asiatici          | Hangzhou | 3000 m siepi | Oro       | 9'18"28     | Record dei Giochi                        |
| 2024                          | Giochi olimpici          | Parigi   | 3000 m siepi | Oro       | 8'52"76     | Record olimpico                          |

## Altre competizioni internazionali
2018
- Bronzo in Coppa continentale ( Ostrava), 3000 m siepi - 9'17"86

2019
- Bronzo al Birmingham Grand Prix ( Birmingham), 3000 m siepi - 9'07"23
- Oro alla Cinque Mulini ( San Vittore Olona)

2020
- Oro alla Cinque Mulini ( San Vittore Olona)

2022
- Oro al Meeting de Paris ( Parigi), 3000 m siepi - 8'56"55

2023
- Oro al Doha Diamond League ( Doha), 3000 m siepi - 9'04"38
- Oro al Weltklasse Zürich ( Zurigo), 3000 m siepi - 9'03"19
- Oro al Prefontaine Classic ( Eugene), 3000 m siepi - 8'50"66
- Vincitrice della Diamond League nella specialità dei 3000 m siepi

2024
- Oro al Meeting de Paris ( Parigi), 3000 m siepi - 9'03"68
- Oro al Golden Gala Pietro Mennea ( Roma), 3000 m siepi - 8'44"39
- Argento al Memorial Van Damme ( Bruxelles), 3000 m siepi - 9'02"87

2025
- Argento al Doha Diamond League ( Doha), 3000 m siepi - 9'05"26
- Argento ai Bislett Games ( Oslo), 3000 m siepi - 9'02"76
- Oro al Prefontaine Classic ( Eugene), 3000 m siepi - 8'45"25